# Xinhe (köpinghuvudort i Kina, Hubei Sheng, lat 30,69, long 113,93)
Xinhe (kinesiska: 新河, 新河镇) är en köpinghuvudort i Kina. Den ligger i provinsen Hubei, i den centrala delen av landet, omkring 35 kilometer väster om provinshuvudstaden Wuhan. Antalet invånare är 62 096. Befolkningen består av 29 788 kvinnor och 32 308 män. Barn under 15 år utgör 11,0 %, vuxna 15-64 år 79 %, och äldre över 65 år 8,0 %.
Runt Xinhe är det mycket tätbefolkat, med 1 095 invånare per kvadratkilometer. Närmaste större samhälle är Xiannüshan, 11,2 km sydväst om Xinhe. Trakten runt Xinhe består till största delen av jordbruksmark.
Genomsnittlig årsnederbörd är 1 441 millimeter. Den regnigaste månaden är juli, med i genomsnitt 203 mm nederbörd, och den torraste är december, med 19 mm nederbörd.